# 卢昂 (索恩-卢瓦尔省)
- 關於法国西北部城市Rouen，請見「鲁昂」。
- 關於法国安德尔-卢瓦尔省市镇Louans，請見「卢昂 (安德尔-卢瓦尔省)」。
- 關於法国大西洋卢瓦尔省市镇Rouans，請見「鲁昂斯」。
- 關於法国女歌手Louane，請見「露安·艾梅拉」。

卢昂（法語：Louhans，法語發音：[lu.ɑ̃] ⓘ），法国东部城市，勃艮第-弗朗什-孔泰大区索恩-卢瓦尔省的一个市镇，同时也是该省的一个副省会，下辖卢昂区，其市镇面积为22.58平方公里，2022年1月1日时人口数量为6,483人，在法国城市中排名第1,673位。
卢昂位于索恩-卢瓦尔省东部，索尔南河与塞耶河交汇处，是一个区域性的中心城市和交通枢纽，通常被认为是勃艮第布雷斯地区的首府，因当地的拱廊而闻名，被称为“拱廊之城”
。

## 地名来源

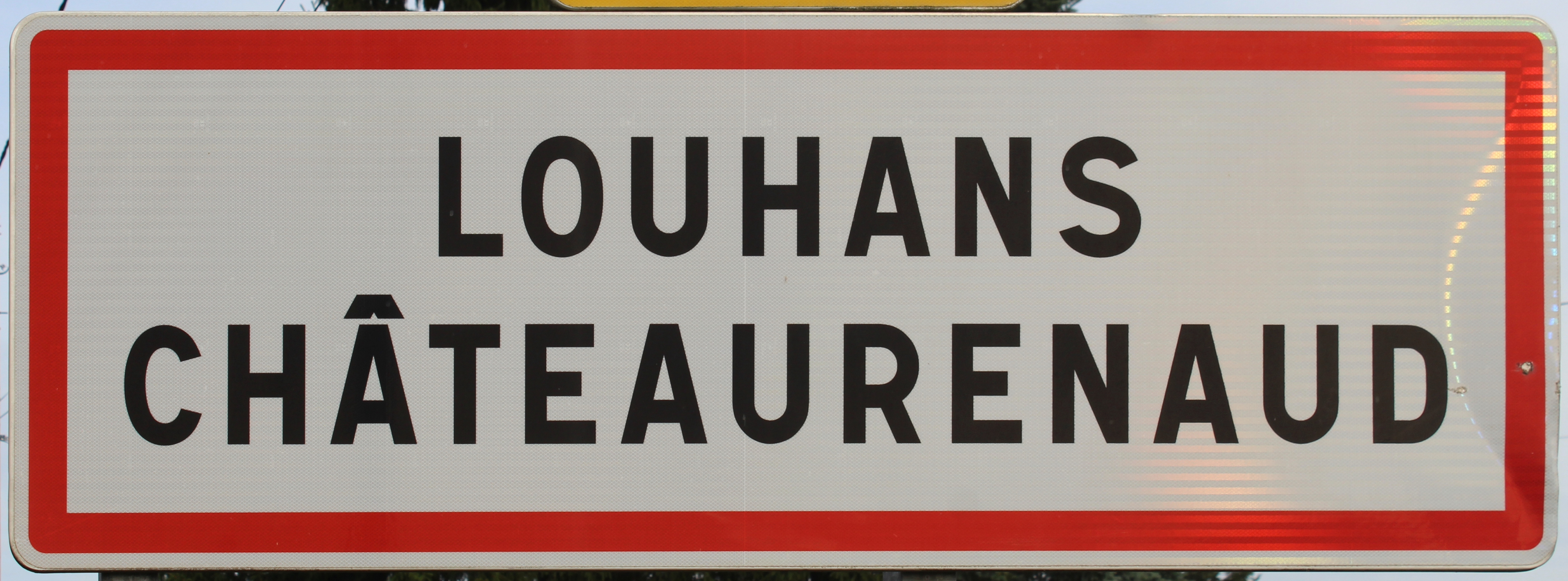
标记有“卢昂-沙托勒诺”的入城路牌

“卢昂”一名的来源尚存在争议。根据法国史学家阿尔贝·多扎的推测，该名称来源于日耳曼人物Lauba；而根据当地史学家吕西安·纪耶莫的论述，“卢昂”一名出现于公元五世纪，来源于勃艮第历史人物Löwin；法国史学家马塞尔·帕科则认为“Löwin”一名可能最初写作“Loving”或“Lowing”，意为“被水围住的区域”。
1973年，卢昂和与其相邻的沙托勒诺合并，尽管当地官方名称依旧为“Louhans”，但在一些场合和文件中，该地又被标注为“Louhans-Châteaurenaud”，如当地的官方网站以及入城路牌。
在中文环境下，法国诺曼底中心城市Rouen有时亦被译为“卢昂”，但在法文环境下Rouen与Louhans并无语义上的关联。此外法国西部市镇Louans亦有相同的中文译名。

## 历史

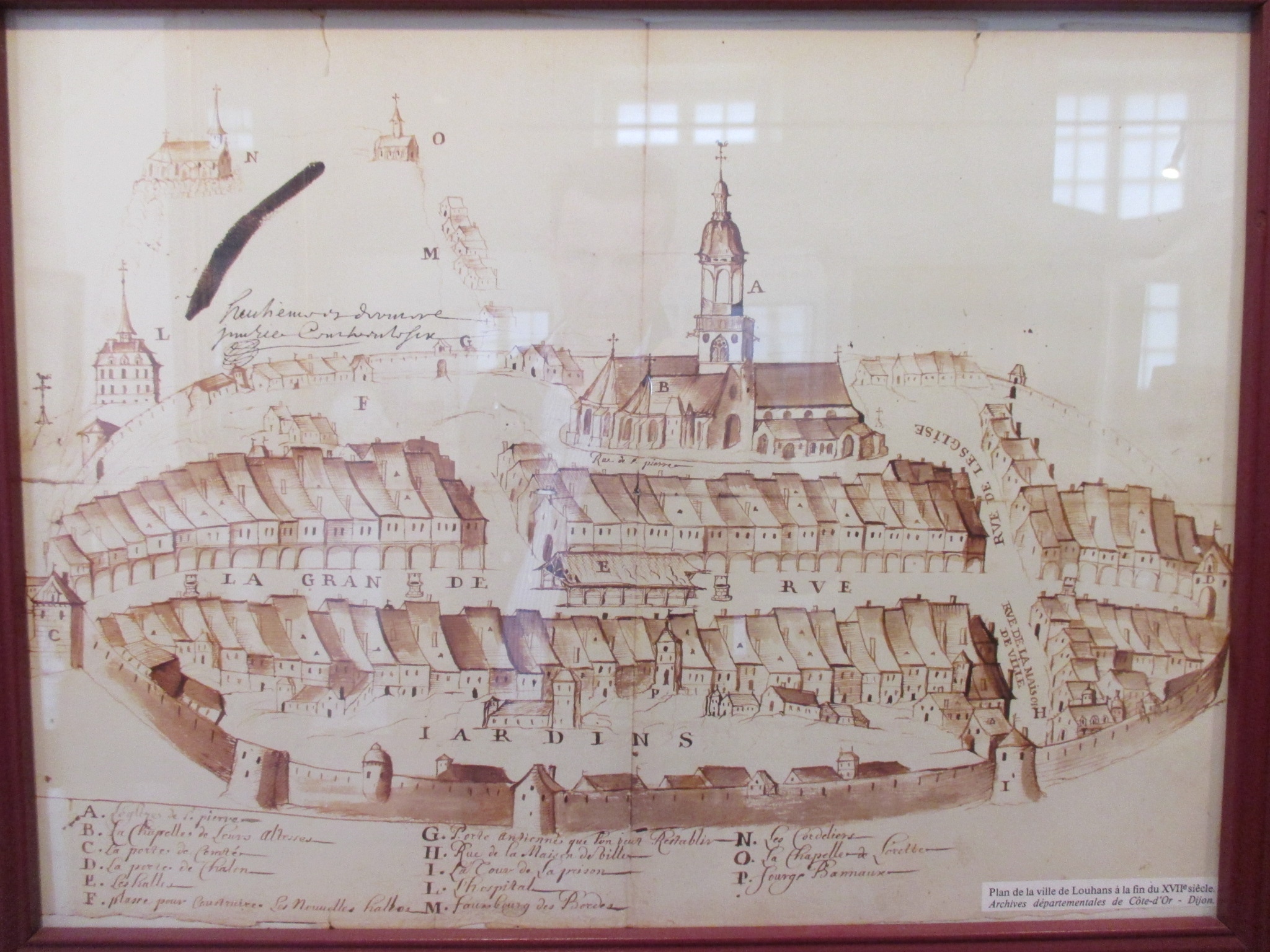
17世纪的卢昂

卢昂所处的布雷斯地区在高卢时期为昂巴尔人的活动范围。公元8世纪查理曼逝世后，包括卢昂在内的布雷斯北部地区被划入勃艮第公国。公元879年，西法兰克国王路易二世将此地赐予图尔尼的圣菲利贝尔修道院。中世纪中期，随着塞耶河航运的开放，卢昂逐渐形成一个商贸码头。1269年，卢昂的领主获得了自由贸易宪章。15世纪中后期的阿马尼亚克派与勃艮第派内战对卢昂造成了较为严重的破坏。大胆查理逝世后，勃艮第布雷斯地区成为法兰西王国的一部分。法国大革命后，卢昂成为索恩-卢瓦尔省的一个市镇，并成为该省的一个地区行署，自1800年起成为该省的一个副省会。工业革命期间，途径此地的第戎－圣阿穆尔铁路自1871年起建成运营。第二次世界大战期间，部分卢昂居民曾自发组建抵抗运动社团。1973年，卢昂与沙托勒诺、索尔奈和布朗日三个市镇合并。1979年，索尔奈和布朗日重新成为独立市镇。

## 地理

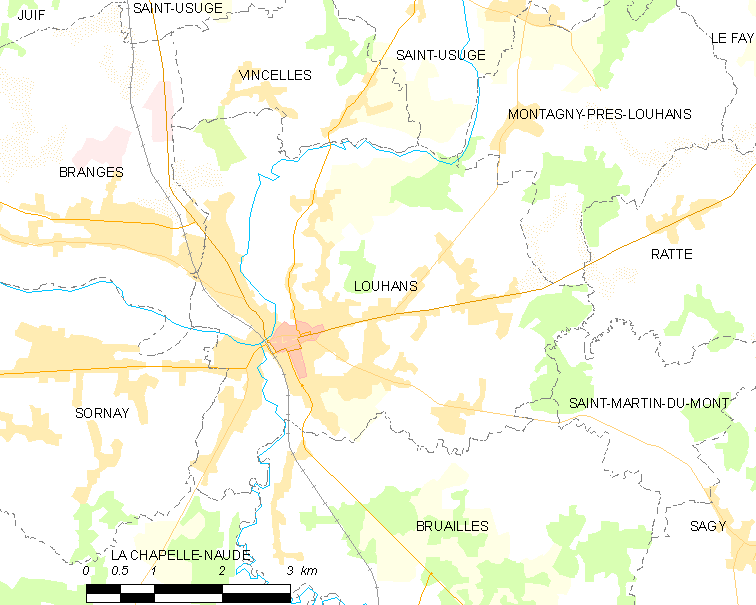
卢昂市镇范围地图

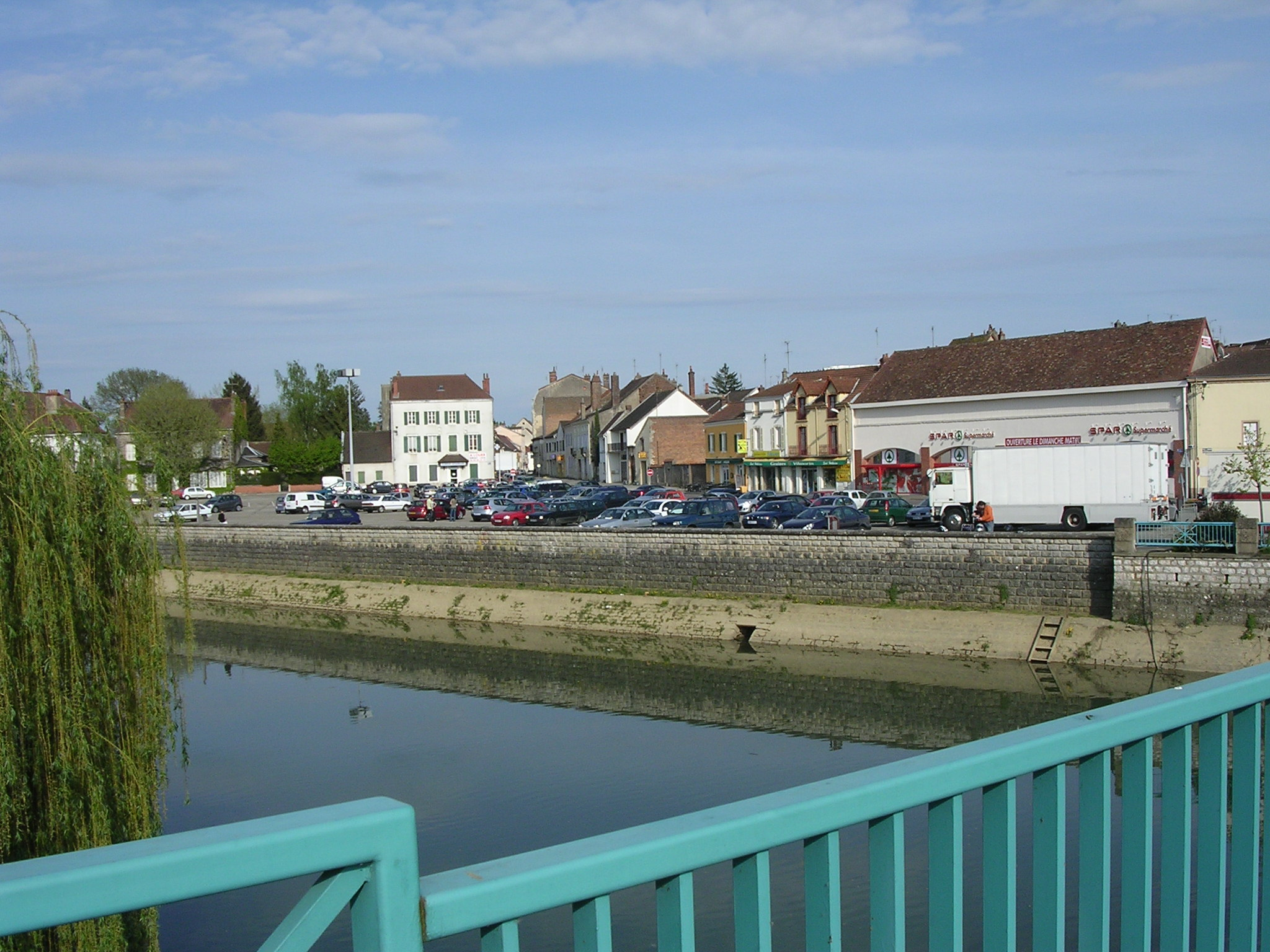
塞耶河卢昂段

卢昂位于法国东部，勃艮第-弗朗什-孔泰大区南部和索恩-卢瓦尔省东部，距离省会马孔大约56公里。与卢昂接壤的市镇包括：布朗日、布吕阿耶、拉沙佩勒诺德、卢昂附近蒙塔尼、拉特、圣马丹迪蒙、索尔奈、万塞勒。

### 地形
卢昂位于布雷斯平原北部腹地，境内以平原为主，市镇中心地势较为平坦，全境海拔在176到205米之间。

### 水文
卢昂位于索尔南河与塞耶河交汇处，另有瓦利耶尔河自东向西流经境内南部，均属于罗讷河水系。一条连接塞耶河和瓦利耶尔河之间的水道从卢昂市区经过。

### 植被
卢昂属于温带阔叶混交林区，市中心的于谢市政花园（Jardin municipal Huchet）是当地主要的城市绿地，林地则主要分布于河流附近以及市镇范围东部的一些区域。
在鲜花城市的评比中，卢昂被评为3星级鲜花城市。

### 气候
卢昂在柯本气候分类法中属于温带海洋性气候，因当地距离海岸线相对较远，故当地气候又有一定的大陆性特征。
距离卢昂最近的常年气象站位于布雷斯地区蒙蓬境内，以下为该气象站的数据（其中日照数据取自隆斯勒索涅）：
| 布雷斯地区蒙蓬1981年－2019年 | 布雷斯地区蒙蓬1981年－2019年 | 布雷斯地区蒙蓬1981年－2019年 | 布雷斯地区蒙蓬1981年－2019年 | 布雷斯地区蒙蓬1981年－2019年 | 布雷斯地区蒙蓬1981年－2019年 | 布雷斯地区蒙蓬1981年－2019年 | 布雷斯地区蒙蓬1981年－2019年 | 布雷斯地区蒙蓬1981年－2019年 | 布雷斯地区蒙蓬1981年－2019年 | 布雷斯地区蒙蓬1981年－2019年 | 布雷斯地区蒙蓬1981年－2019年 | 布雷斯地区蒙蓬1981年－2019年 | 布雷斯地区蒙蓬1981年－2019年 |
| 月份                         | 1月                          | 2月                          | 3月                          | 4月                          | 5月                          | 6月                          | 7月                          | 8月                          | 9月                          | 10月                         | 11月                         | 12月                         | 全年                         |
| ---------------------------- | ---------------------------- | ---------------------------- | ---------------------------- | ---------------------------- | ---------------------------- | ---------------------------- | ---------------------------- | ---------------------------- | ---------------------------- | ---------------------------- | ---------------------------- | ---------------------------- | ---------------------------- |
| 历史最高温 °C（°F）          | 17.9 (64.2)                  | 20.5 (68.9)                  | 24 (75)                      | 28.5 (83.3)                  | 33.5 (92.3)                  | 38 (100)                     | 39.6 (103.3)                 | 40 (104)                     | 33.9 (93.0)                  | 28 (82)                      | 22.5 (72.5)                  | 18.5 (65.3)                  | 40 (104)                     |
| 平均高温 °C（°F）            | 5.6 (42.1)                   | 8 (46)                       | 12.6 (54.7)                  | 16 (61)                      | 21.1 (70.0)                  | 24.3 (75.7)                  | 26.9 (80.4)                  | 26.9 (80.4)                  | 22.3 (72.1)                  | 16.8 (62.2)                  | 9.6 (49.3)                   | 5.8 (42.4)                   | 16.3 (61.3)                  |
| 日均气温 °C（°F）            | 2.7 (36.9)                   | 4.2 (39.6)                   | 7.7 (45.9)                   | 10.5 (50.9)                  | 15.3 (59.5)                  | 18.4 (65.1)                  | 20.4 (68.7)                  | 20.2 (68.4)                  | 16.3 (61.3)                  | 12.3 (54.1)                  | 6.3 (43.3)                   | 3.1 (37.6)                   | 11.5 (52.7)                  |
| 平均低温 °C（°F）            | −0.3 (31.5)                  | 0.4 (32.7)                   | 2.8 (37.0)                   | 5 (41)                       | 9.5 (49.1)                   | 12.4 (54.3)                  | 14 (57)                      | 13.5 (56.3)                  | 10.2 (50.4)                  | 7.7 (45.9)                   | 3 (37)                       | 0.4 (32.7)                   | 6.6 (43.9)                   |
| 历史最低温 °C（°F）          | −14.2 (6.4)                  | −14 (7)                      | −12 (10)                     | −7 (19)                      | −0.5 (31.1)                  | 2.6 (36.7)                   | 6.5 (43.7)                   | 3.5 (38.3)                   | −0.5 (31.1)                  | −7.5 (18.5)                  | −10 (14)                     | −16.5 (2.3)                  | −16.5 (2.3)                  |
| 平均降水量 mm（）            | 80.4 (3.17)                  | 67.5 (2.66)                  | 70.1 (2.76)                  | 89.8 (3.54)                  | 109.1 (4.30)                 | 85 (3.3)                     | 76.9 (3.03)                  | 80.3 (3.16)                  | 93.2 (3.67)                  | 104.8 (4.13)                 | 99.6 (3.92)                  | 88.7 (3.49)                  | 1,045.4 (41.16)              |
| 月均日照時數                 | 72.5                         | 96.4                         | 155.1                        | 183.9                        | 217.8                        | 242.1                        | 259.7                        | 243.4                        | 184.4                        | 122.3                        | 77.1                         | 55.7                         | 1,910.4                      |
| 来源：infoclimat.fr          |                              |                              |                              |                              |                              |                              |                              |                              |                              |                              |                              |                              |                              |

## 行政区划
卢昂是法国勃艮第-弗朗什-孔泰大区索恩-卢瓦尔省的一个市镇，编号为71263，它也是索恩-卢瓦尔省的一个副省会。卢昂下辖卢昂区，隶属于索恩-卢瓦尔省第四选区，管理卢昂县，同时也是卢昂地区布雷斯市镇公共社区的办公驻地。
法国国家统计与经济研究所（简称）在进行数据统计时，将卢昂及相邻的另外5个市镇设为卢昂城市核心区，并将包括核心区在内的周边共14个市镇划为卢昂城市区。自2020年起，卢昂城市区被包含15个市镇的卢昂城市辐射区代替。
此外，还将卢昂市镇整体看作一个“块区”（IRIS），以便于统计人口分布情况。

## 交通

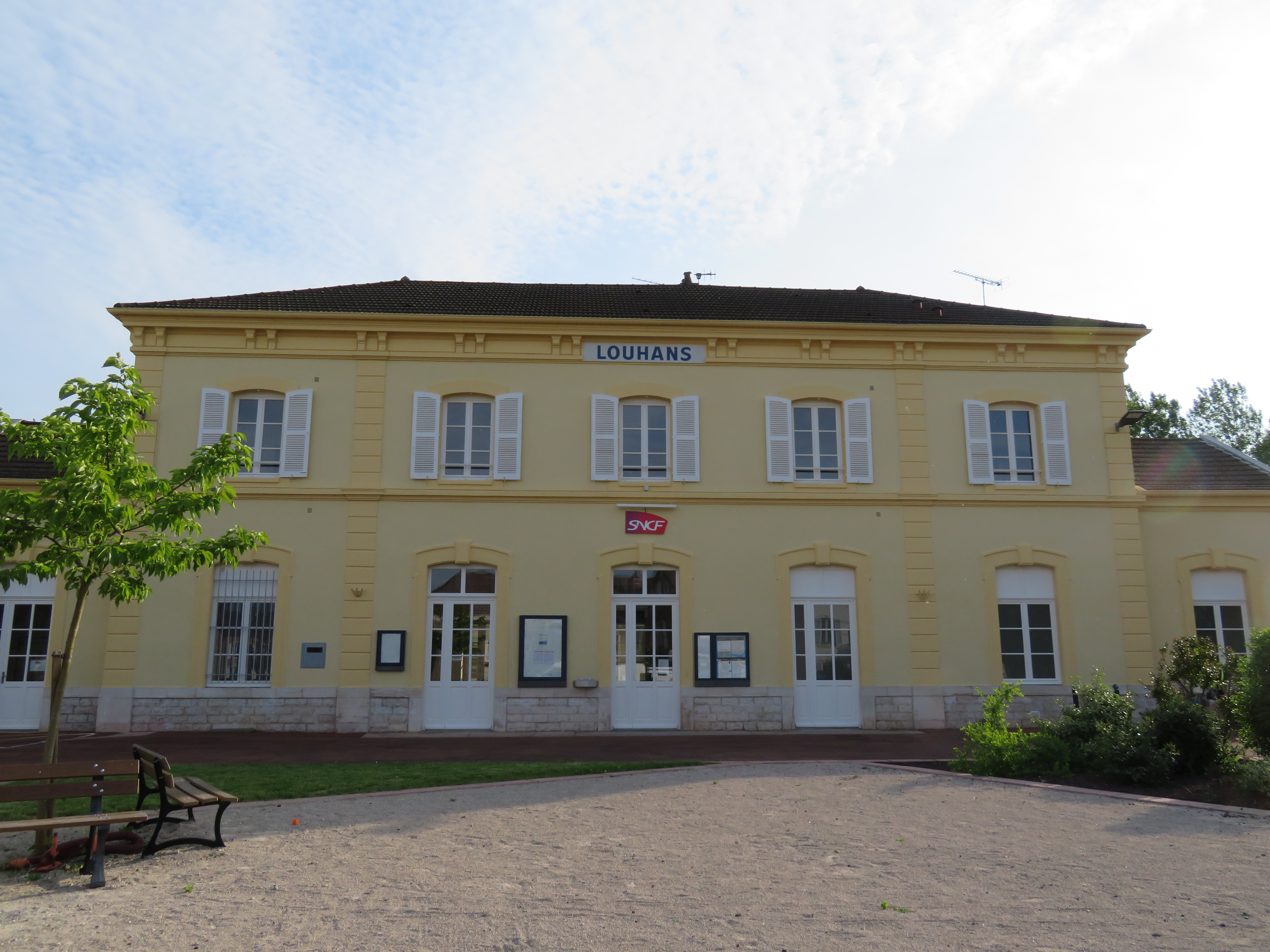
卢昂火车站

### 公路
多条索恩-卢瓦尔省省道在卢昂境内交汇。勃艮第-弗朗什-孔泰大区下属的城际客运提供巴士线路，可前往索恩河畔沙隆、图尔尼和隆斯勒索涅。
2018年，69.8%的卢昂家庭拥有至少一辆私人汽车。2019年，卢昂境内共发生各类交通事故6起，造成2人遇难，5人受伤。

### 铁路
卢昂位于第戎－圣阿穆尔铁路上。卢昂站位于市区西北部，停靠往返于第戎和布雷斯地区布尔格一线的区域列车。

### 航空
距离卢昂最近的民用航空站为多勒机场，距离卢昂市中心的公路里程约58公里。

### 城市公共交通
截止2021年11月，卢昂暂无城市公共交通系统。

## 政治

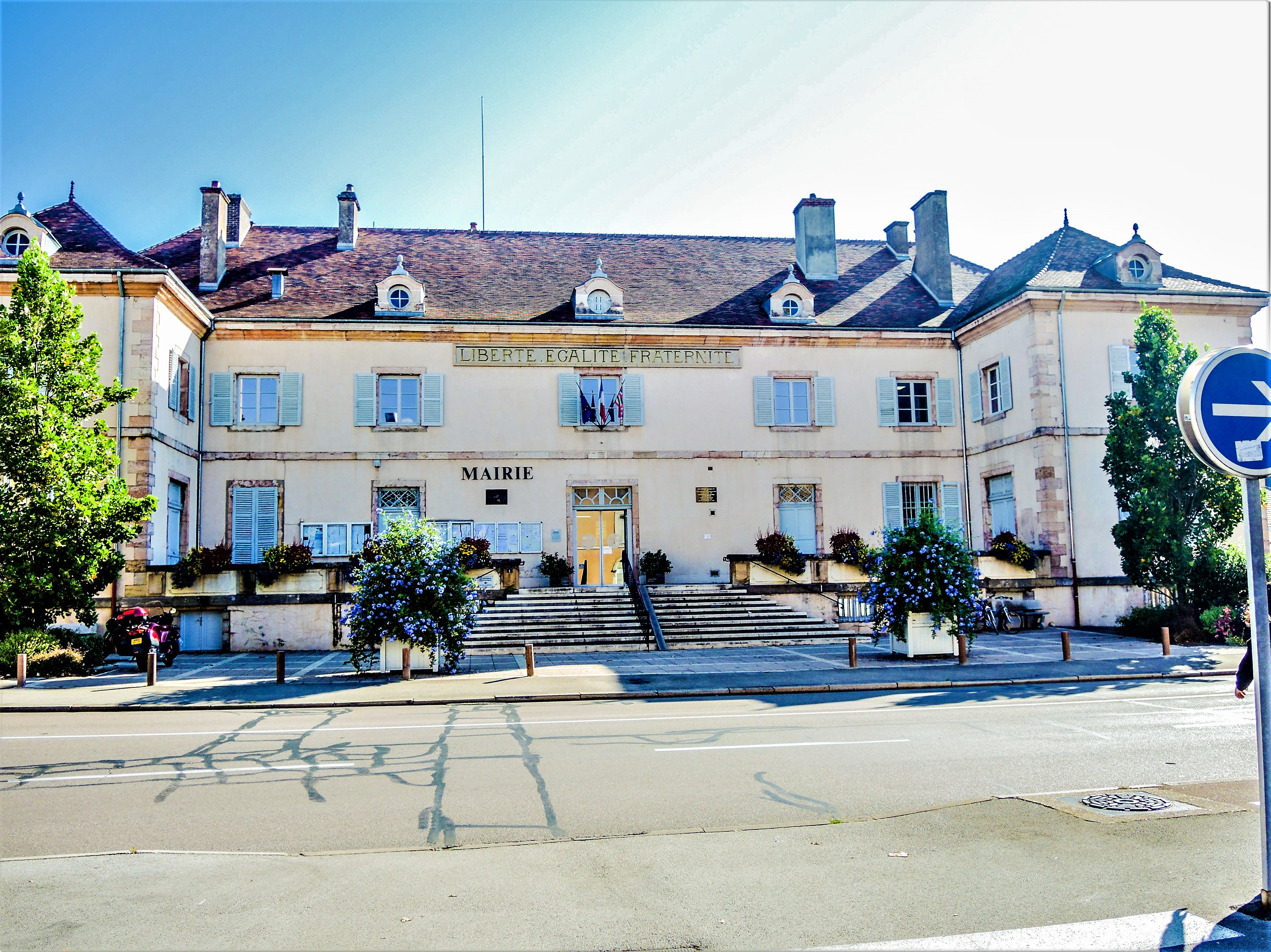
卢昂市政厅

卢昂的现任市长为弗雷德里克·布谢先生（Frédéric Bouchet），他是共和党的一名成员，在2020年的市政选举中获得了51.1%的支持率。
在2017年的法国总统大选中，法国第25任总统埃马纽埃尔·马克龙在卢昂获得了64.26%的支持率。
| 卢昂历届市长   |                                  |                                 |
| 任期           | 市长                             | 党派                            |
| 1945年－1965年 | Henri Varlot 亨利·瓦尔洛         | RGR共和国左翼联盟               |
| 1965年－1973年 | Gabriel Reynaud 加布里埃尔·雷诺  | 不详                            |
| 1973年－1977年 | Georges Morey 乔治·莫雷          | CD法国民主中心                  |
| 1977年－1979年 | Louis Brat 路易·布拉             | PS社会党                        |
| 1979年－1989年 | Georges Morey 乔治·莫雷          | CD法国民主中心 →UDF法国民主联盟 |
| 1989年－2008年 | Daniel Bernard 达尼埃尔·贝尔纳   | DVD右翼无党派人士               |
| 2008年－2012年 | Rémi Chaintron 雷米·尚特龙       | PS社会党                        |
| 2012年－2014年 | Monique Bonin 莫尼克·博南        | PS社会党                        |
| 2014年－       | Frédéric Bouchet 弗雷德里克·布谢 | LR共和黨                        |

## 人口
2018年，卢昂市镇人口数量为6,399，在法国排名第1,673位。其中男性2,943人，女性3,456人，75岁及以上人口占15.8%，外籍人口数量为1,298人，人口密度为283人/平方公里，当地居民被称为（男性）或（女性）。2019年，卢昂境内出生44人，死亡人口124人。
| 年份   | 1936  | 1946  | 1954  | 1962  | 1968  | 1975  | 1982  | 1990  | 1999  | 2004  | 2009  | 2014  | 2018  |
| ------ | ----- | ----- | ----- | ----- | ----- | ----- | ----- | ----- | ----- | ----- | ----- | ----- | ----- |
| 人口數 | 4,130 | 4,120 | 4,092 | 4,154 | 4,200 | 4,200 | 6,483 | 6,140 | 6,237 | 6,422 | 6,451 | 6,349 | 6,399 |

## 经济

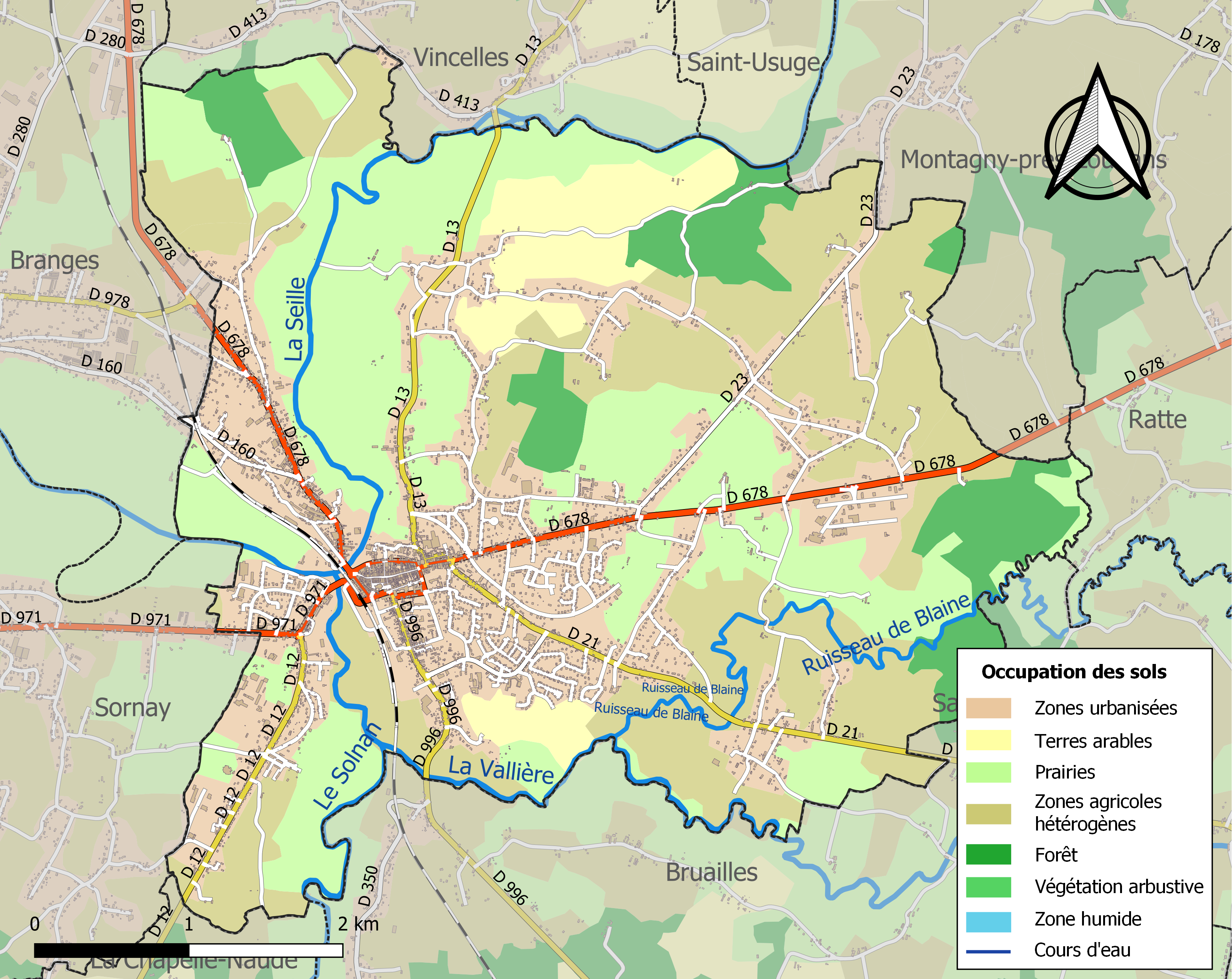
卢昂土地利用情况地图

卢昂是一个区域性的中心城市，截止2021年11月，当地共有各类用人单位（包含自雇）1,236家，平均历史为18年，其中99.11%为中小型企业（PME）。（塑料制品）、（金属制品）及（平面工程）是当地2020年营业额最高的三个企业，分别为8,952,032欧元、4,902,399欧元和3,425,521欧元。

## 财政收入
2019年，卢昂的财政收入总额为8,119,990欧元，财政支出总额为6,731,420欧元，当年的债务总额为5,871,870欧元。2021年，卢昂共获得1,607,657欧元的国家财政补助，比上一年增加了0.42%。
2019年，卢昂的人均月收入总额为1,966欧元，其中高级职员为3,553欧元，低于法国平均水平（4,230欧元）；中级职员为2,286欧元，低于法国平均水平（2,411欧元）；普通职员为1,634欧元，亦低于法国平均水平（1,740欧元）。
2018年，卢昂境内的青壮年（15至64岁）失业率为15.6%，当地46.9%的家庭拥有纳税资格，平均纳税2,039欧元，低于法国平均水平（3,888欧元）。

## 社会事务

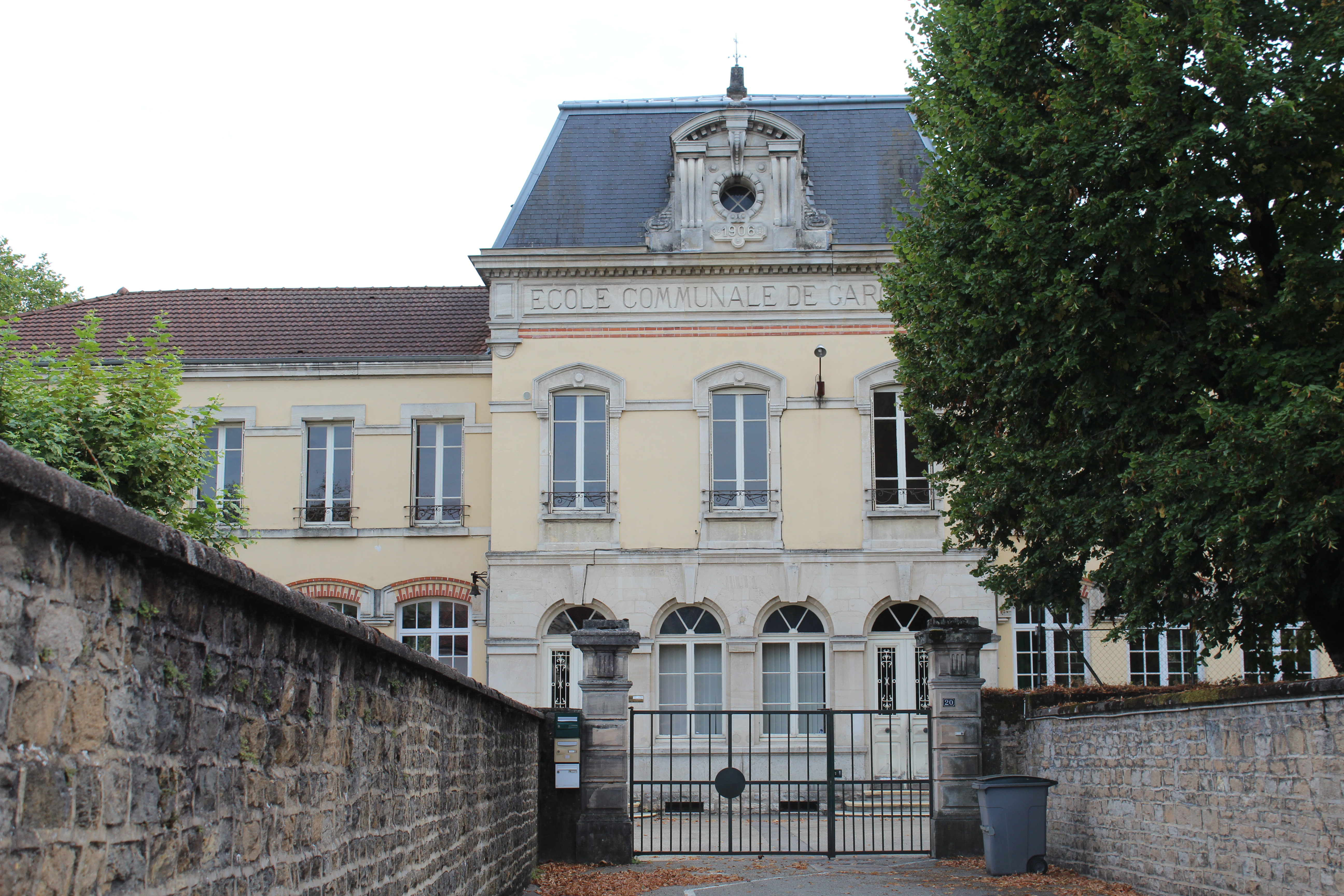
卢昂市政男子学校

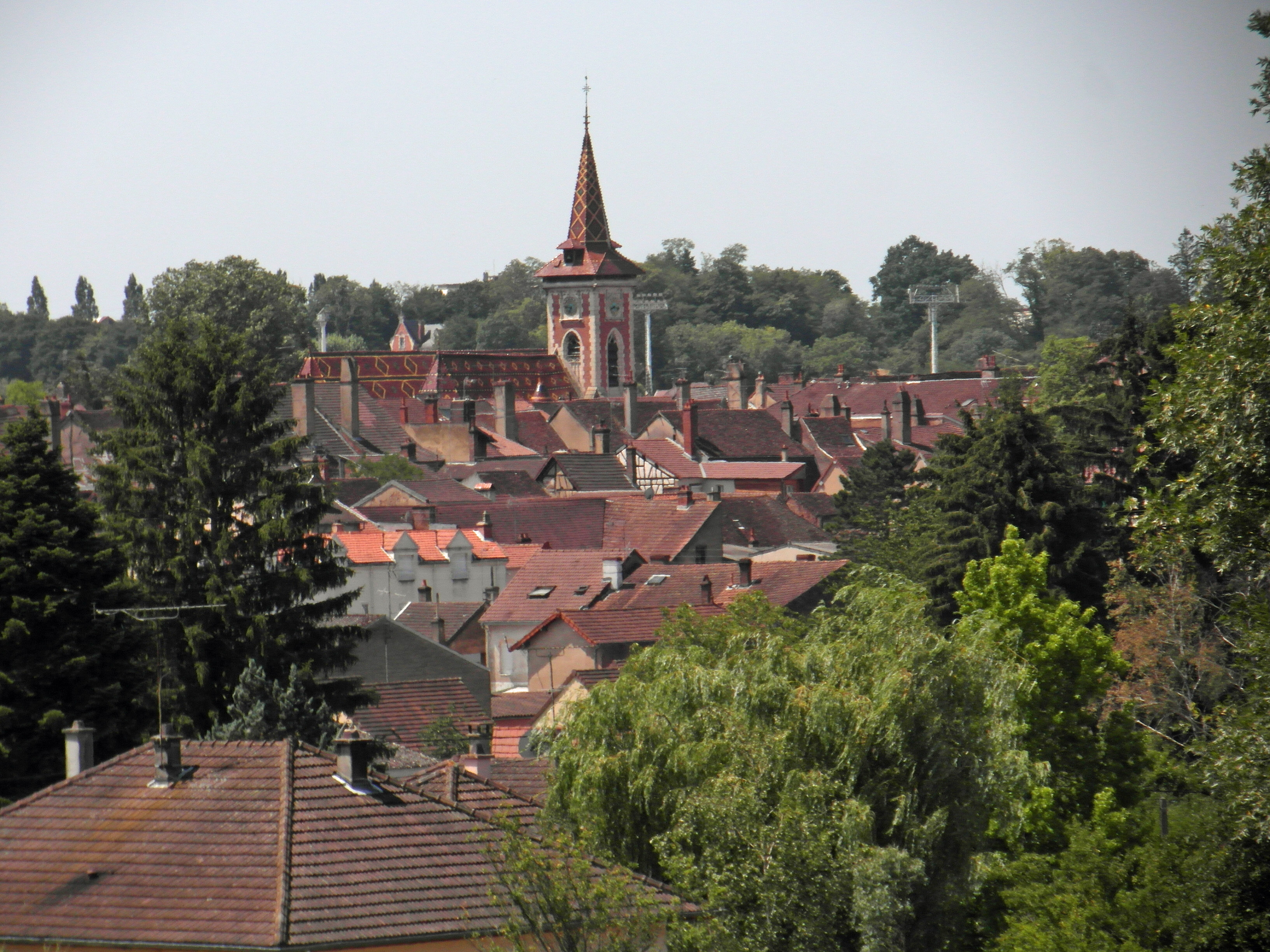
远眺卢昂市区

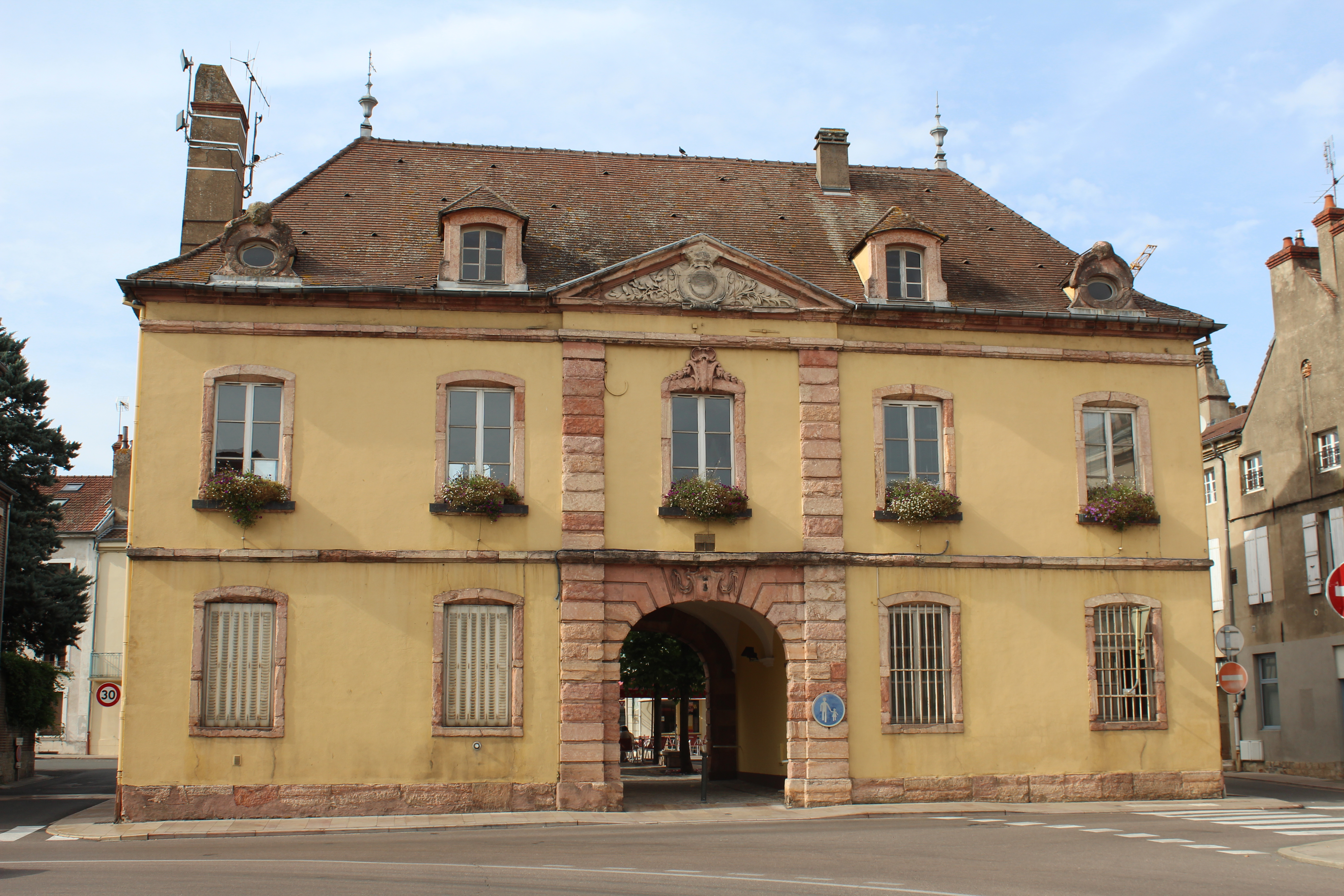
卢昂警察局

### 教育
卢昂属于第戎学区。截止2020年1月1日，卢昂境内共有2所幼儿园、3所小学、2所初级中学、1所普通高中和1所农业高中。2018至2019学年度，卢昂境内共有在校中等教育阶段学生1,494名。

### 医疗
截止2020年1月1日，卢昂境内共有全科医生8名、保健师11名、牙医6名、护士10名、眼科医生1名和助产士5名。境内共有药房4家、养老院4家。
卢昂中心医院，全名为“卢昂布雷斯中心医院”（Centre Hospitalier de la Bresse Louhannaise），是法国的一个区域性医疗机构，其主病区位于卢昂市区，设有床位50个，是当地规模最大的公立综合性医院。

### 住房
2018年，卢昂境内共有各类住房3,847套，其中58.3%为独立式居民区，39.8%为集中式居民区。常住房屋占卢昂市镇范围内居民建筑总量的85.3%。
在住房保障政策方面，2020年，卢昂境内共有783户家庭获得了住房经济补助，受益人数占总人口数量的12.2%，其中751份为房租补助。

### 商业
2019年，卢昂境内共有各类实体商铺272家，其中餐厅31家、大型超市4家、杂货店4家、面包房12家、肉铺4家、书店2家、装饰品店3家、银行门店8家、美容美发店20家、汽车维修店18家。市区南部、东部和北部分别建有一家E.Leclerc商场、家乐福和奥乐齐超市。

### 体育
2020年，卢昂境内共有1家游泳池、2间体育馆、2座综合体育场、8处网球场、1处马术场、5处足球或橄榄球场以及1处篮球或排球场。
截至2021年8月，卢昂境内共有两家注册足球俱乐部，其中卢昂-屈索足球俱乐部是当地的代表性足球俱乐部，该队成立于1970年，于1995至2003年间参加职业联赛，2021至2022赛季参加法国全国乙组联赛（法丁），其主场勒布拉姆体育公园位于市区西部，可同时容纳超过8,400名观众，是当地规模最大的体育设施。

### 环境
卢昂的环境事务由其所属的公共社区负责。2019年，卢昂境内暂无污染企业。

### 治安
2019年，卢昂市镇范围内有1处宪兵队。
卢昂是卢昂国家宪兵总队的所在地。2020年，该宪兵总队辖区内共81个市镇累计发生各类案件1,577起，其中盗窃类案件886起，经济类案件192起，毒品交易类案件38起。

## 文化
2020年，卢昂境内共有1家电影院和1家博物馆。卢昂市政府提供多媒体中心，向公众全年开放。

### 建筑
卢昂境内有多处历史建筑，其中卢昂神学院、卢昂市政剧场等是法国国家文物保护单位，卢昂拱廊以及圣伯多禄教堂则是当地的地标性建筑物。

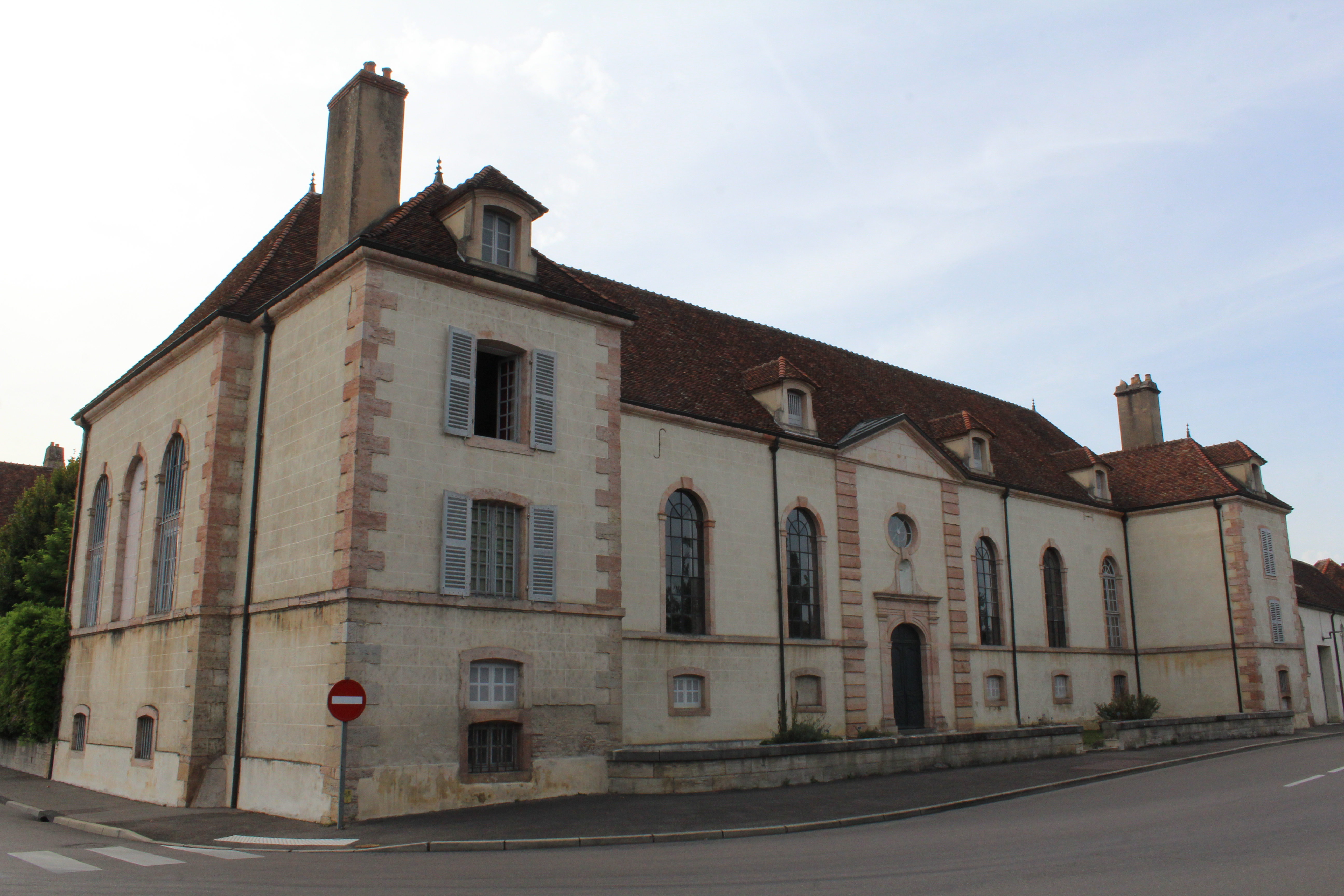
卢昂神学院（法语：Hôtel-Dieu de Louhans）
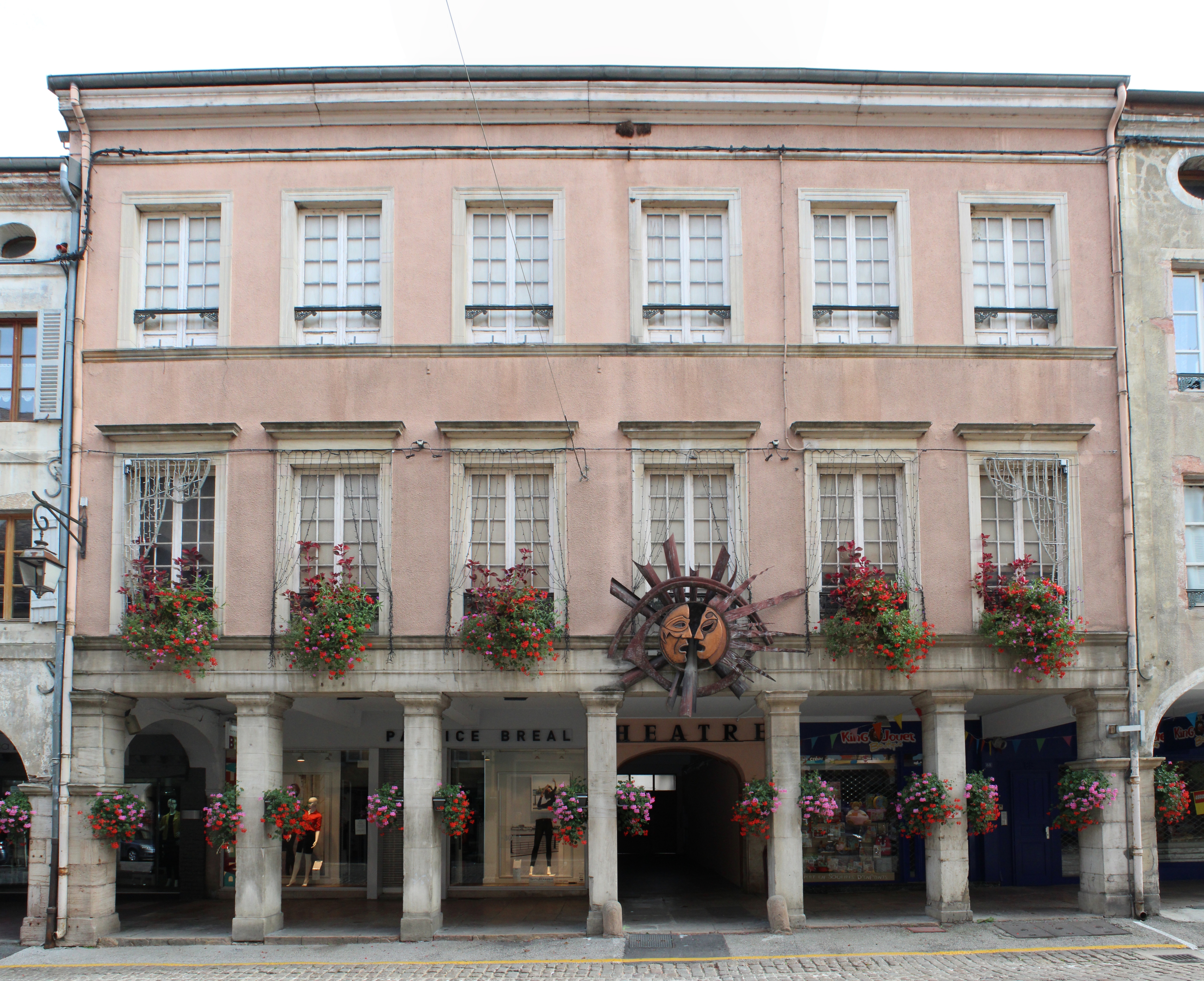
卢昂市政剧场（法语：Théâtre municipal de Louhans）
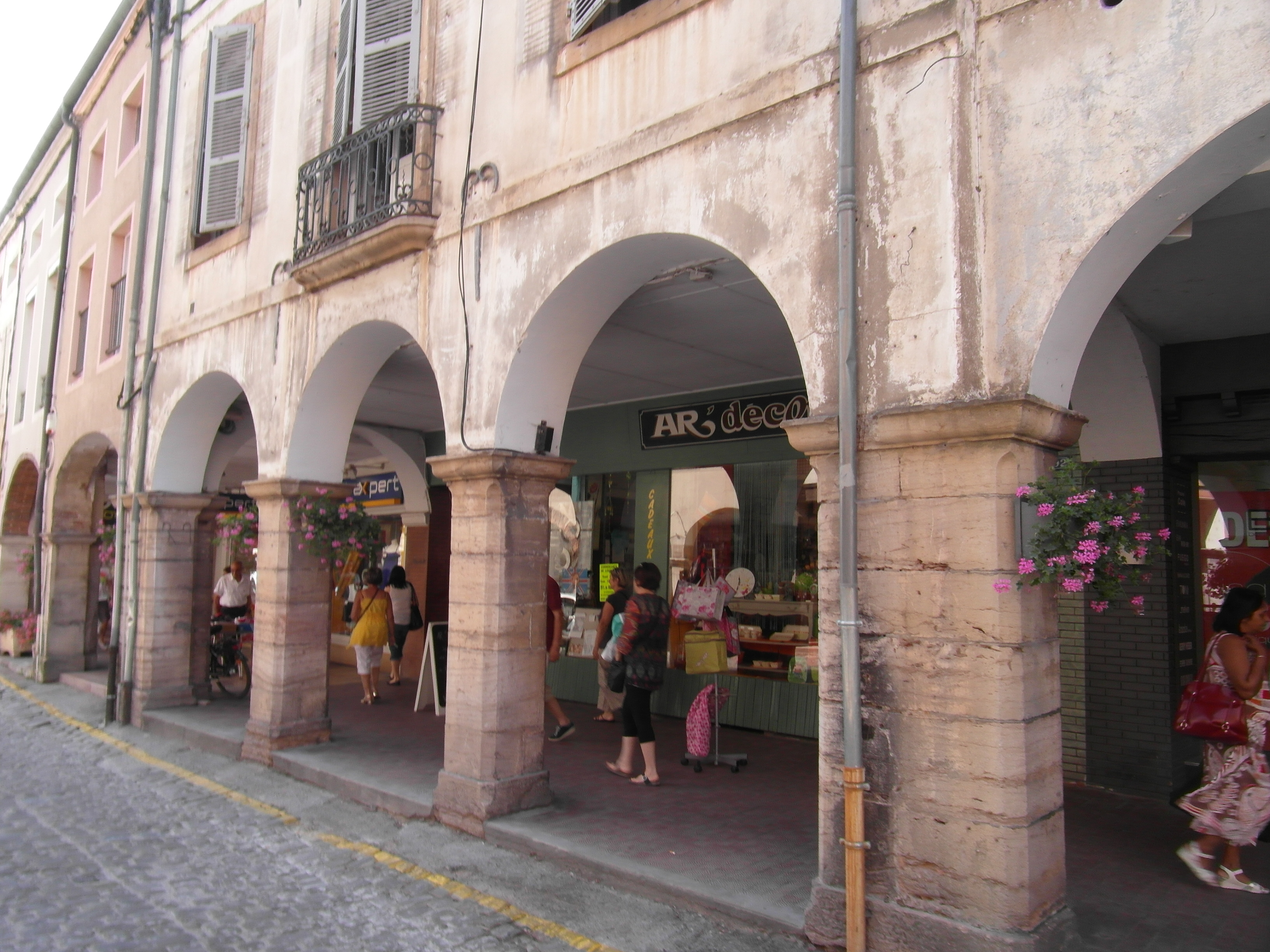
卢昂拱廊（法语：Arcades de Louhans）
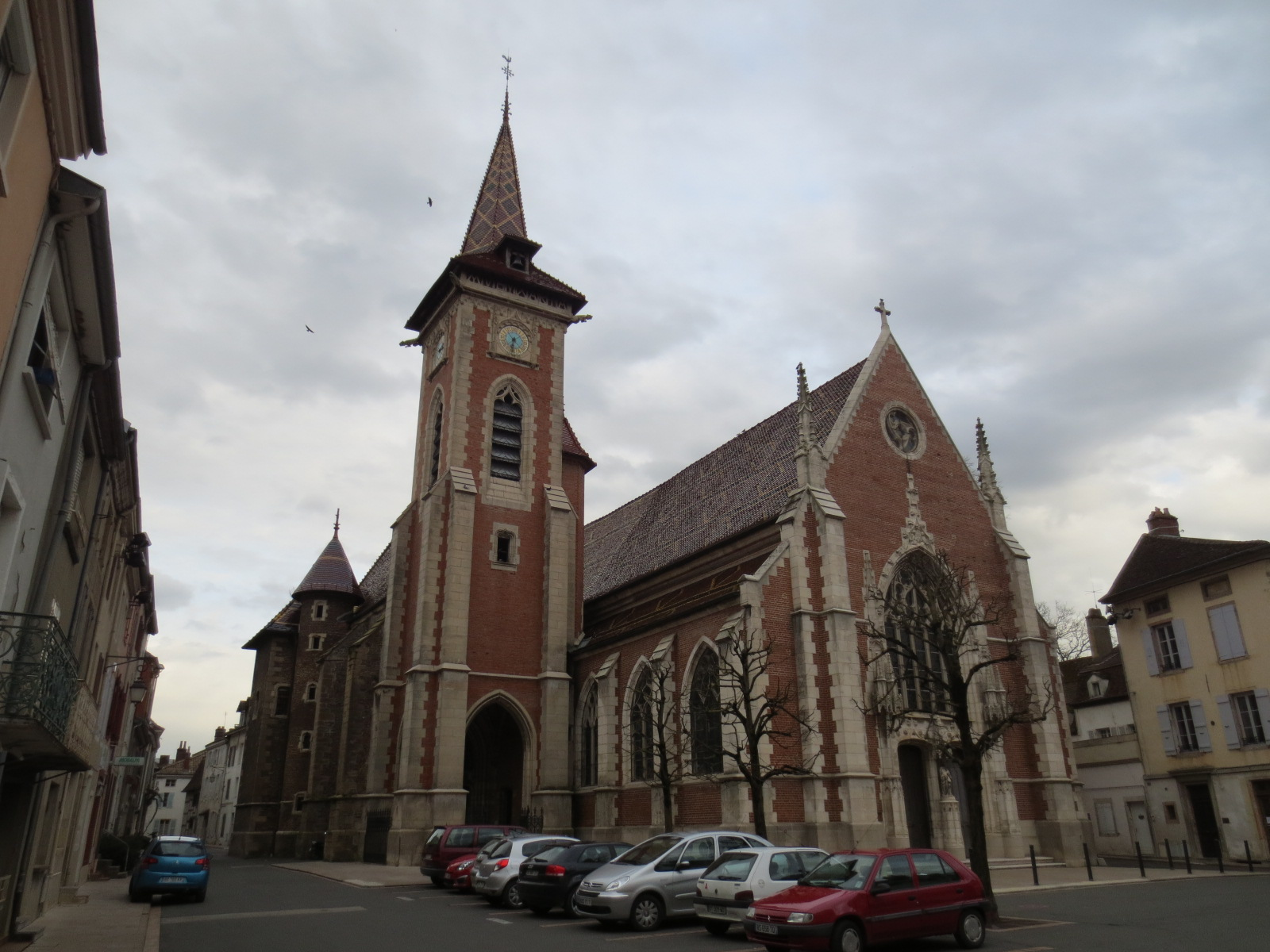
圣伯多禄教堂（法语：Église Saint-Pierre de Louhans）
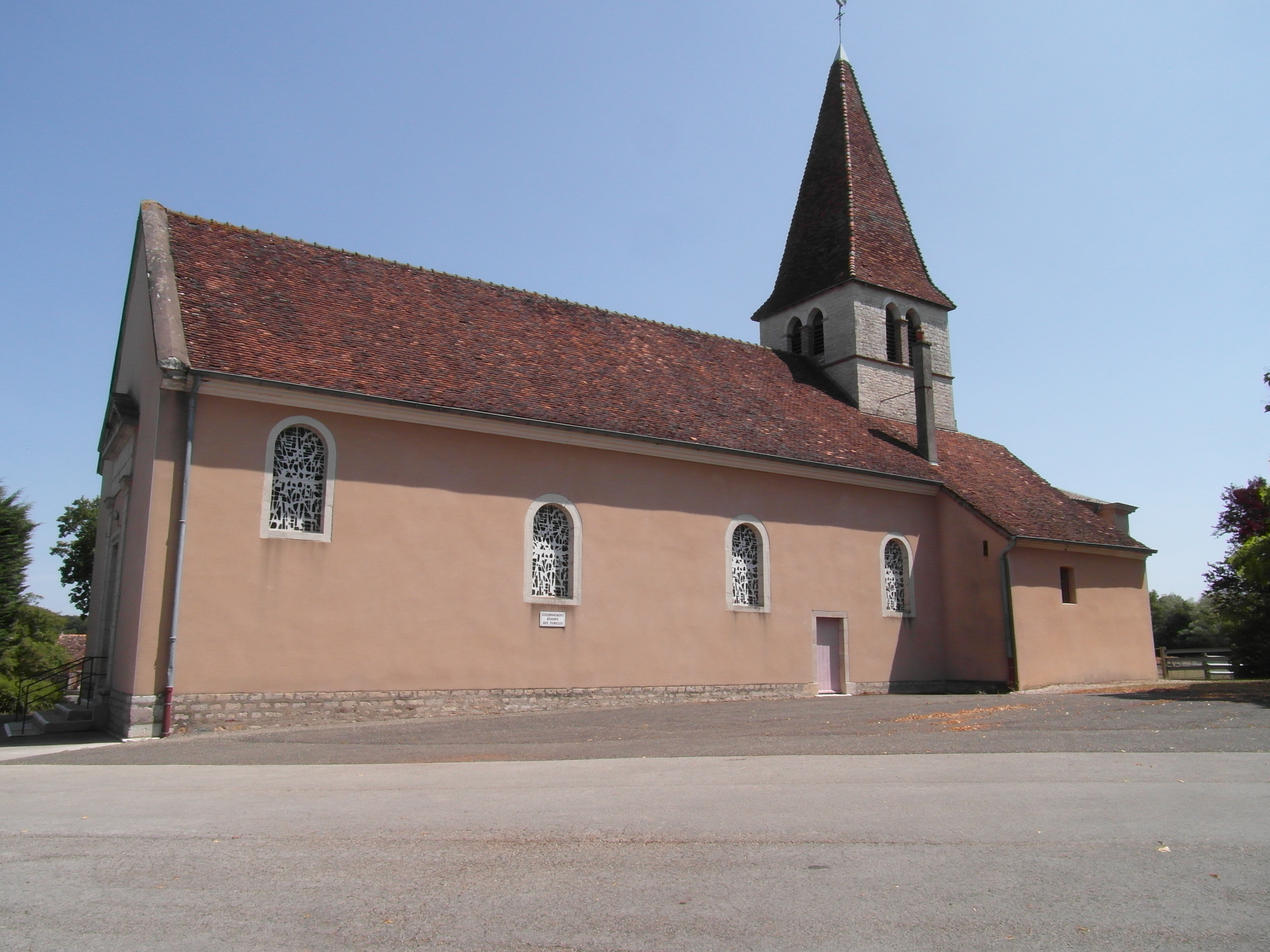
沙托勒诺教堂
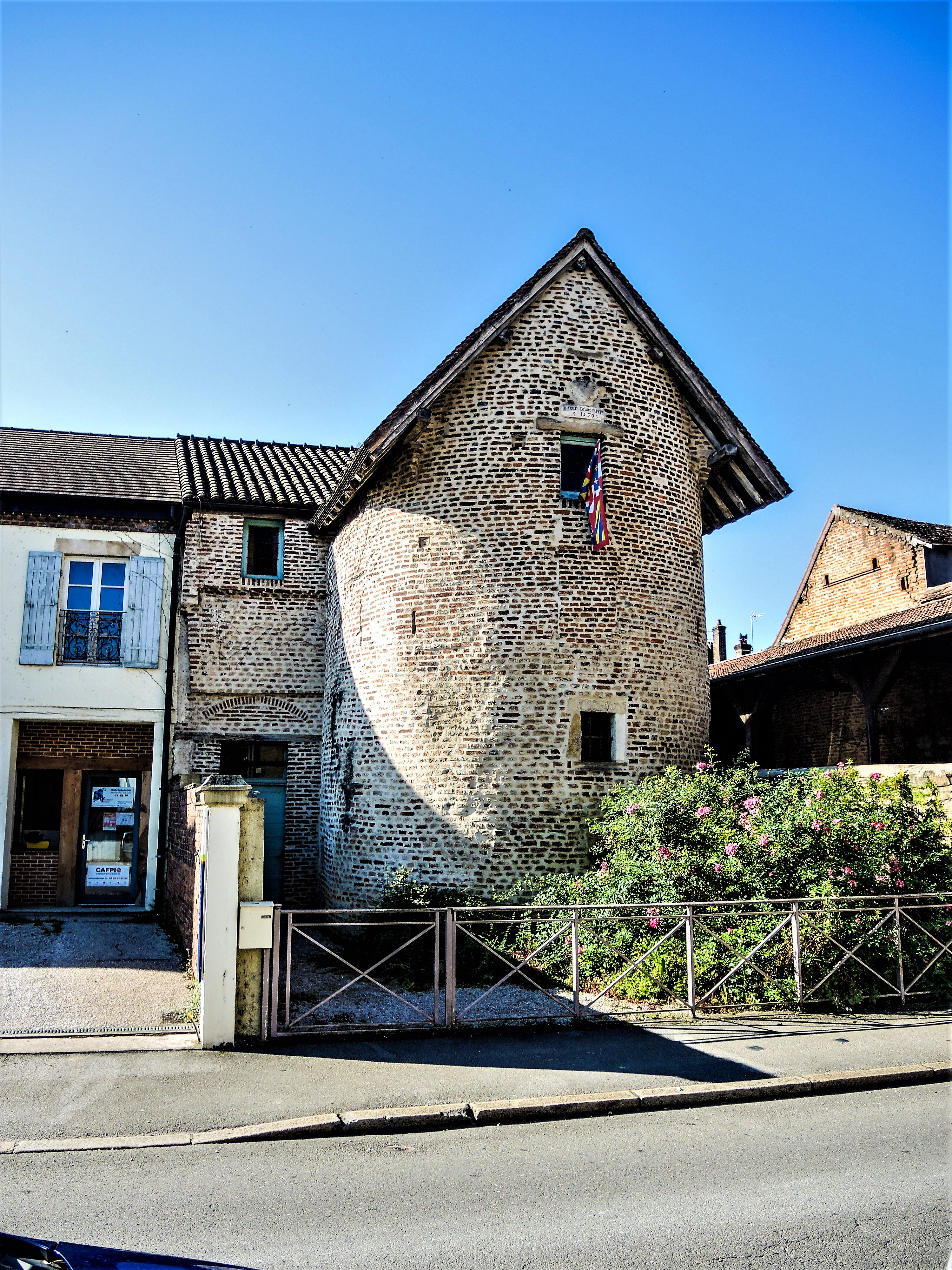
圣伯多禄塔
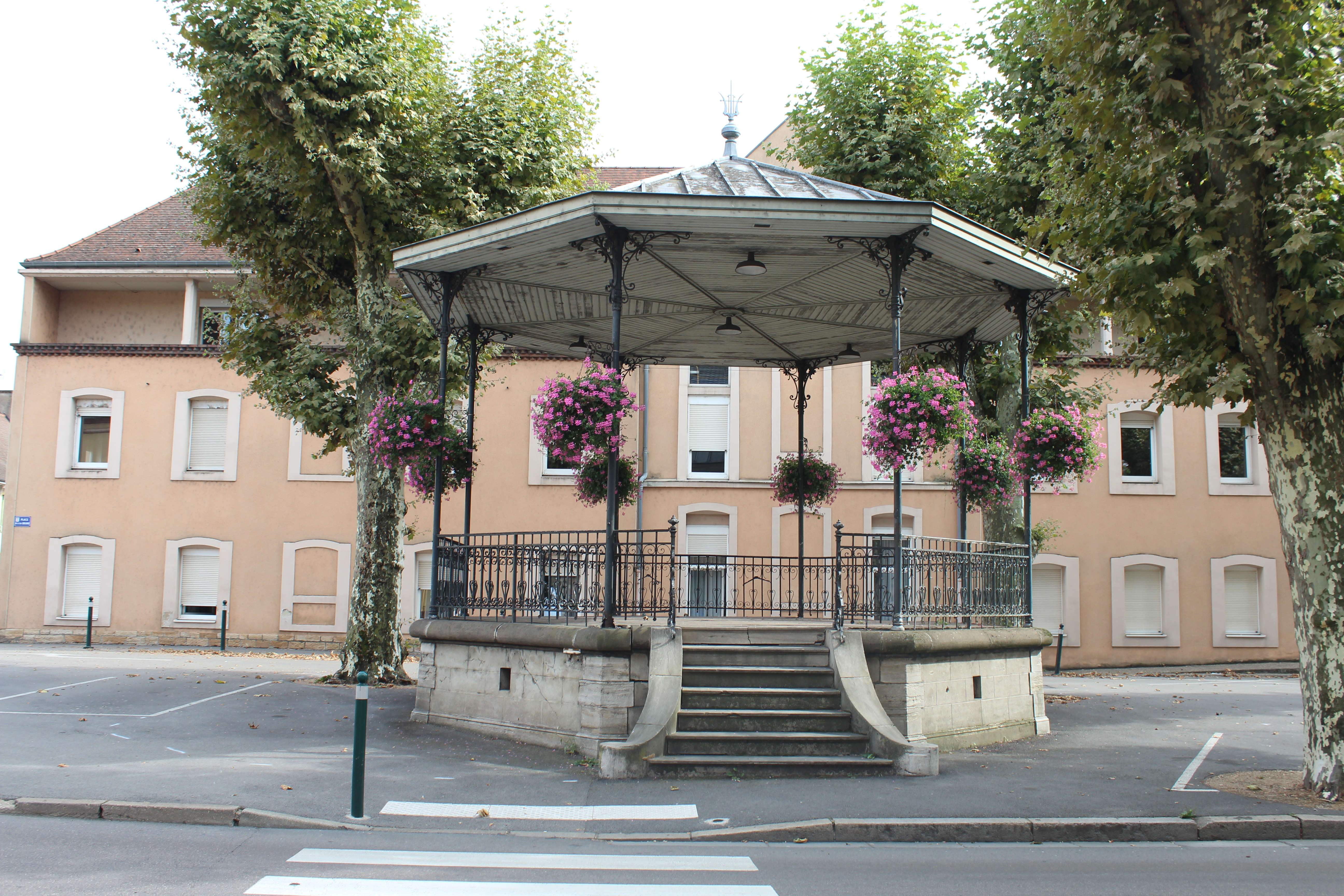
凉亭

### 旅游
卢昂的旅游事务由其所属的公共社区负责。2021年，卢昂境内共有4家酒店共计55间房间；另有1个露营地，可容纳共55辆露营车。

### 媒体
法国主要的媒体均可在卢昂接收，法国电视三台下属的勃艮第-弗朗什-孔泰大区频道在部分时段播出卢昂所属区域的地方新闻。

## 友好城市
截至2021年11月，卢昂共与一座城市互为友好城市关系：
- 德国 基希海姆博兰登[51]